# Хурцидзе, Анета Севериановна
Анета Севериановна Хурцидзе (1924, село Риони, Цхалтубский район, ССР Грузия — неизвестно, село Риони, Цхалтубский район, Грузинская ССР) — колхозница колхоза села Риони Цхалтубского района, Грузинская ССР. Герой Социалистического Труда (1966).

## Биография
Родилась в 1924 году в крестьянской семье в селе Риони Цхалтубского района. После окончания местной сельской школы с конца 1930-х годов трудилась в овощеводческой бригаде и плодово-ягодном саду колхоза села Риони Цхалтубского района.
Ежегодно показывала выдающиеся трудовые результаты. Указом Президиума Верховного Совета СССР от 2 апреля 1966 года удостоен звания Героя Социалистического Труда за «достигнутые успехи в развитии сельского хозяйства, промышленности и науки Грузинской ССР» с вручением ордена Ленина и золотой медали «Серп и Молот» (№ 10897).
После выхода на пенсию проживала в родном селе Риони Цхалтубского района. Дата смерти не установлена.